# Eloria moeonia
Eloria moeonia är en fjärilsart som beskrevs av Druce 1899. Eloria moeonia ingår i släktet Eloria och familjen tofsspinnare. Inga underarter finns listade i Catalogue of Life.